# کوتنووتسی
کوتنووتسی (به بلغاری: Kotenovtsi) یک منطقهٔ مسکونی در بلغارستان است که در شهرستان برکوویتسا واقع شده‌است.